# Национално знаме на Танзания
Националното знаме на Танзания представлява правоъгълно платнище разделено диагонално от черно поле със златни кантове. Черното поле, разположено между долния ъгъл до носещото тяло и горния срещуположен ъгъл, разделя знамето на зелен триъгълник в горната част и син отдолу. Знамето има отношение ширина към дължина 2:3.
Зеленият цвят в знамето символизира природата на страната, злантият – природните богатства, черният – хората, а синият – езерата и океана.
Знамето на Танзания е прието на 29 октомври 1964 г. Както и името на страната, така и знамето произлиза от обединението на флаговете на Танганайка и Занзибар.

## Знаме през годините
- Знаме на Занзибар до 1964 г.
- Знаме на Танганайка до 1964 г.